# Mioara Cremene
Mioara Cremene (născută Maria Elena Gorea; n. 6 septembrie 1923, București – d. 18 aprilie 2014, Paris) a fost o poetă, scriitoare și eseistă română.

## Biografie

### Educație
S-a născut într-o familie de intelectuali: tatăl era avocat, originar din Craiova, iar mama era fiica ziaristului B. Brănișteanu.
Face primele clase la școala de lângă biserica Popa Rusu și pe cele superioare la Liceul „Regina Maria”. În 1944, se înscrie la Conservator (clasa Victor Ion Popa) și începe să frecventeze cursurile Facultății de Litere și Filosofie de la Universitatea din București, obținând licențe în psihologie și în regie. Lucrează imediat după război la ziarul „Ecoul” și debutează în „Rampa”.

### Activitate
A debutat editorial în 1951, cu piesa în versuri Mălina și cei trei ursuleți, prima dintr-o serie de aproape douăzeci de titluri de cărți pentru copii. Din 1954 este secretara secției de literatură pentru copii și tineret a Uniunii Scriitorilor. Volumul Bună dimineața lume din 1959, cel mai realizat pe plan artistic de până atunci, devine, paradoxal, un incident în biografia autoarei, atrăgându-i aspre critici la Uniunea Scriitorilor și întreruperea, pentru 5 ani, a activității publicistice.
În 1964 revine în presă la redacția de poezie a „Gazetei literare”. Publică două plachete de versuri, un volum de nuvele și un roman de ficțiune științifică și politică, Mărirea și decăderea planetei Globus pentru care primește în 1968 Premiul Uniunii Scriitorilor.
Mioara Cremene a părăsit România în 1969, revenind în țară după Revoluția din 1989. În Franța, a realizat scenarii, filme de artă și telefilme (Prietenul meu poetul, consacrat lui Miron Radu Paraschivescu, Metropoème, premiat la Festivalul de la Cannes, în secțiunea Quinzaine des Réalisateurs, 1970), alături de soțul ei, cineastul Sergiu Huzum. Președință a Asociației franceze „L’Expression Latine” (înființată în 1979).
În perioada 1993 - 1995, a tradus în colaborare cu fiul ei, Adrian Cremene, scrierile lui Heinrich von Kleist ("Opere", două volume), apoi în 2000 cartea de memorialistică La ce folosește Parisul? Evocări și dileme din exil, în colaborare cu Mariana Sipoș.
A semnat și cu pseudonimul Doina Dor.

## Premii și distincții
- Medalia Muncii (14 iunie 1957) „cu prilejul sărbătoririi zilei de 1 iunie «Ziua internațională a copilului», pentru merite deosebite în muncă”[10]
- Premiul Uniunii Scriitorilor (1968)

## Opera
- Mălina și cei trei ursuleți, București, 1951;
- Povestea scînteii, București, 1951;
- Strada teilor, București, 1952;
- La noi în gospodărie, București, 1954;
- Primăvara noastră, București, 1954;
- Trestiile de aur, București, 1955;
- Ucenicii vrăjitori, București, 1956;
- Povești de-o șchioapă, București, 1958;
- Bună dimineața lume, București, 1959;
- Teatru de păpuși, București, 1959;
- Băiețelul din Țara Ghețurilor. Teatru pentru copii, București, 1961;
- Poezii pentru toate orele, București, 1963;
- Livada cu povești, București, 1964;
- Adevărul și inima, București, 1964;
- Povestea cu ghetuțele, București, 1964;
- Trenulețul, București, 1964;
- Poze mari și poze mici, București, 1965;
- Magazinul cu mirese și alte povestiri, București, 1966;
- Versuri de spus cu ghitara, București, 1967;
- Orașul Dirlidang, București, 1968;
- Mărirea și decăderea planetei Globus, Editura Tineretului, Colecția SF, București, 1968; roman SF bazat pe povestirea „Grandoarea și decăderea planetei Globus” (CPSF, #261-262, 1965)
- Neuf + un, Paris, 1980;
- Le Dernier Prince des Carpathes, Paris, 1981;
- Charmes d’amour en Roumanie, Paris, 1981;
- La Cuisine de nos grandes-mères roumaines, Paris, 1983;
- Poèmes byzantins, Paris, 1987;
- Poèmes en exil - Poeme în exil, București, 1994;
- Odioasa crimă din Carpathia sau Din însemnările unui celibatar, București, 1995;
- Întâlnire cu o femeie extraordinară - Madame Helvetius, Paris, 1995;
- Dicționar inițiatic al ordinelor cavalerești, prefață de Răzvan Theodorescu, București, 1998;
- La ce folosește Parisul? Evocări și dileme din exil (în colaborare cu Mariana Sipoș), București, 2000;
- Întâmplări din orașele de pâclă, București, 2002.

### Traduceri
- Iepurașii călători de Erik Majtényi